# 卡埃特
卡埃特是巴西米纳斯吉拉斯州的一个市镇。总面积541.094平方公里，总人口39039人，人口密度72.1人/平方公里。